# کاشچور

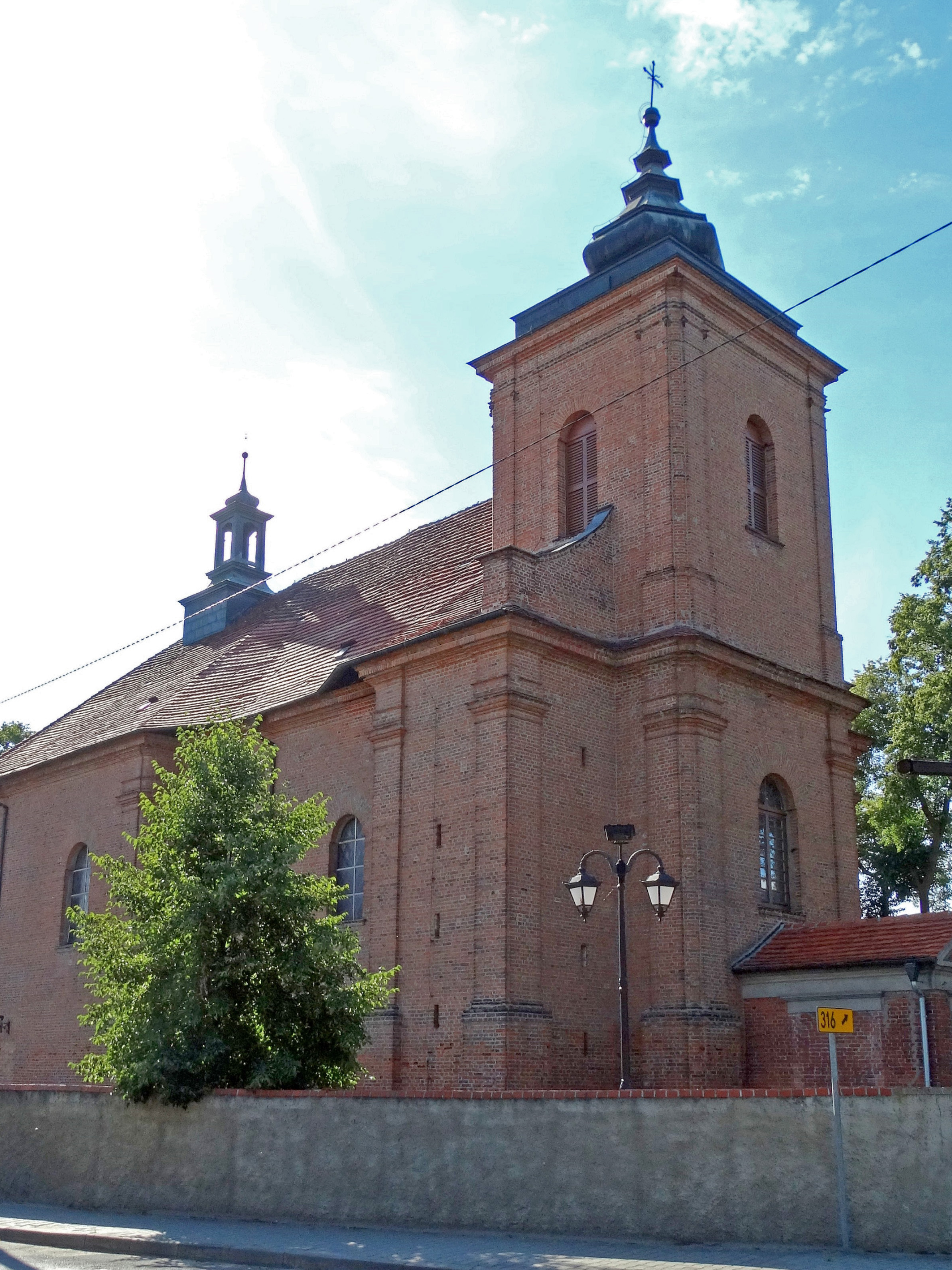
Kaszczor، کلیسای محلی پس از سیسترسین

کاشچور (به لهستانی:  Kaszczor) یک روستا در لهستان است که در گمینا پژمنت واقع شده‌است.
 کاشچور  ۱٬۰۷۰ نفر جمعیت دارد.